# Per-Ove Eriksson
Per Ove (Per-Ove) Harry Eriksson, född 2 november 1948 i Vaxholms församling i Stockholms län, död 6 augusti 2008 i Ullångers församling i Västernorrlands län, var en svensk militär.

## Biografi
Eriksson avlade officersexamen vid Krigsskolan 1972 och utnämndes samma år till officer vid Västernorrlands regemente, där han befordrades till kapten 1975. Han befordrades till major 1983 och var avdelningschef vid staben i Nedre Norrlands militärområde 1987–1989. År 1989 befordrades han till överstelöjtnant, varefter han var utbildningschef vid Västernorrlands regemente 1989–1991 och avdelningschef vid Försvarsstaben 1991–1993. År 1993 befordrades han till överste, varpå han var chef för Ångermanlandsbrigaden 1993–1999 och chef för BA11 i Bosnien 1998–1999. Han var chef för Västerbottens regemente tillika befälhavare för Västerbottens försvarsområde 1999–2000. Åren 2001–2004 var Eriksson försvarsattaché vid ambassaderna i Sarajevo och Zagreb, varefter han var chef för Ledningsavdelningen i Militära underrättelse- och säkerhetstjänsten i Högkvarteret 2004–2006. Han pensionerades från Försvarsmakten 2006.